# アリーチェ・ロルヴァケル
アリーチェ・ロルヴァケル（Alice Rohrwacher、1980年12月29日 - ）は、イタリアの映画監督。

## 経歴
1980年12月29日、フィエーゾレに生まれる。イタリア人の母とドイツ人の父を持ち、姉は女優のアルバ・ロルヴァケル。トリノ大学にて哲学と文学を専攻した後、脚本について学ぶスクールに通う。
2011年に『天空のからだ』で長編映画の監督デビューを果たし、カンヌ国際映画祭監督週間部門に招待される。その後、2014年には『夏をゆく人々』で長編2作目にしてカンヌ国際映画祭グランプリを、2018年には『幸福なラザロ』で脚本賞を受賞し、2019年には第72回カンヌ国際映画祭で審査員を務めた。

## 主な作品

### 長編映画
- Checosamanca （2006年） 「La fiumara」、監督
- 天空のからだ Corpo celeste （2011年） 監督・脚本
- 夏をゆく人々 Le meraviglie （2014年） 監督・脚本
- 9x10 novanta（2014年） 「Una canzone」、監督
- 幸福なラザロ Lazzaro felice（2018年） 監督・脚本
- Futura（2021年） - ピエトロ・マルチェッロ、フランチェスコ・ムンズィとの共同監督・脚本
- 墓泥棒と失われた女神 La chimera（2023年）監督・脚本

### 短編映画
- De Djess（2015年） 監督・脚本
- Ad una mela（2020年） ウィーン国際映画祭2020のトレイラー、監督
- Omelia contadina（2020年） 監督
- Quattro strade（2021年） 監督・脚本
- 無垢の瞳 Le pupille （2022年） 監督・脚本